# Paul Caligiuri
Paul David Caligiuri  (Westminster, 9 mei 1964) is een voormalig profvoetballer uit de Verenigde Staten, die speelde als verdediger en verdedigende middenvelder. Hij werd in 1986 uitgeroepen tot Amerikaans voetballer van het jaar.

## Interlandcarrière
Caligiuri speelde 110 interlands voor de nationale ploeg van de Verenigde Staten (1984–1997) en scoorde gedurende die periode vijf keer voor Team USA. Hij maakte zijn debuut op 9 oktober 1984 in een vriendschappelijke wedstrijd tegen El Salvador (3–1) in Los Angeles, net als doelpuntenmaker Jacques LaDouceur. Caligiuri nam onder meer deel aan de Olympische Spelen 1988 en aan het WK voetbal in 1990 en 1994.

## Erelijst

### Club
FC Hansa Rostock
- FDGB-Pokal

1991
 Los Angeles Galaxy
- US Open Cup

2001

### Nationale ploeg
Verenigde Staten
- CONCACAF Gold Cup

1991